# Saint-Pierre-lès-Calais
Saint-Pierre-lès-Calais (verouderd Nederlands: Petresse) is een plaats in het Franse departement Pas-de-Calais. Saint-Pierre-lès-Calais was een zelfstandige gemeente tot 1885, toen het bij Calais werd aangehecht. Tegenwoordig is Saint-Pierre een wijk van de stad Calais. De wijk ligt centraal in de huidige agglomeratie, ten zuiden van de stadskern van Calais zelf, aan het kanaal van Calais naar Saint-Omer.

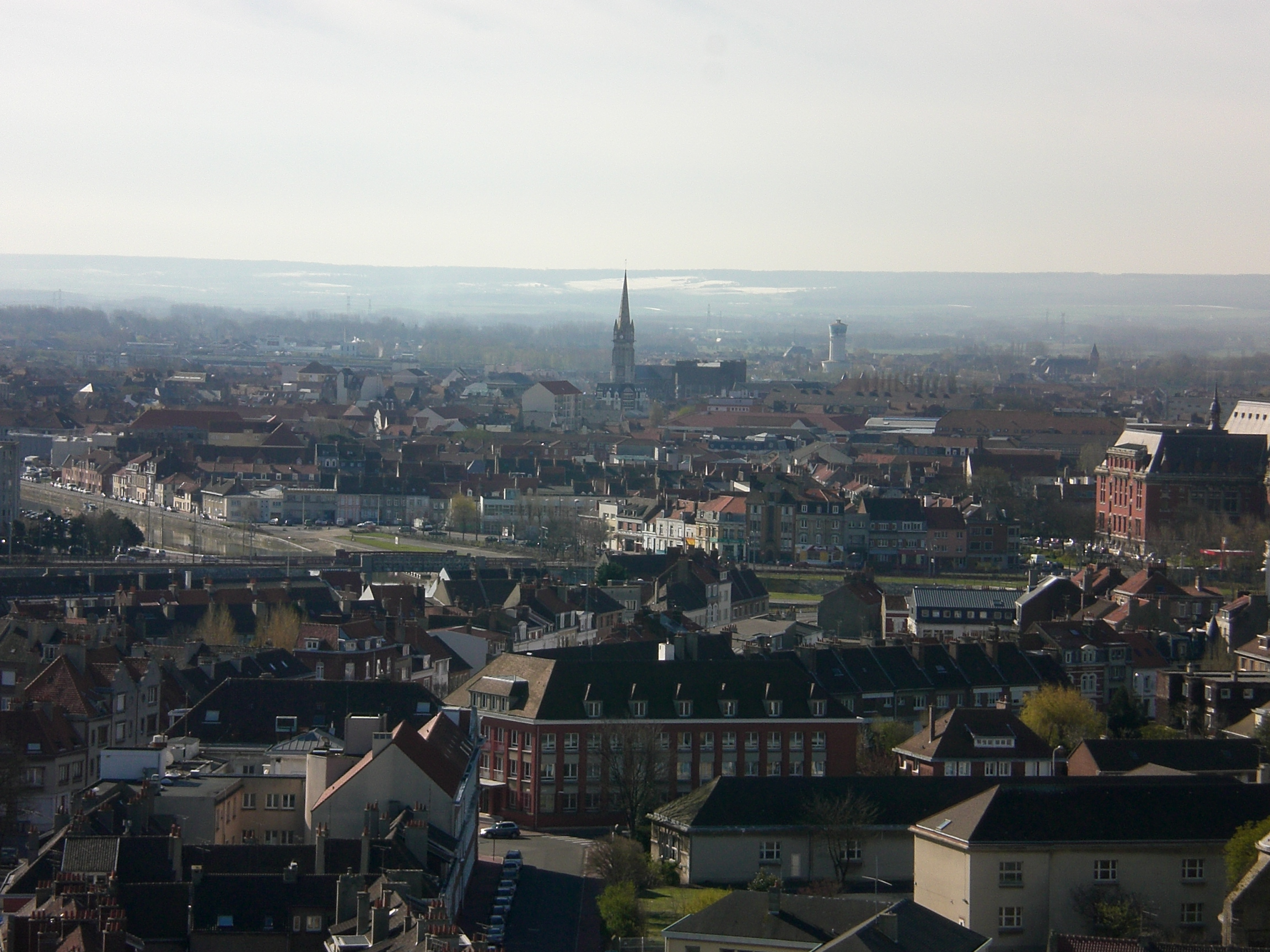
Zicht op Saint-Pierre en de kerk

## Geschiedenis
Het dorp ontstond in de vroege middeleeuwen, en werd een parochie binnen het bisdom Terwaan. Het droeg de naam Petresse. Een kilometer meer naar het noorden lag een vissersgehucht aan zee, Calais, dat de volgende eeuwen verder uitgroeide. Calais bleef afhankelijk van Pétresse, tot het uiteindelijk werd afgesplitst van Saint-Pierre en een aparte parochie werd. De havenstad Calais bleek van strategisch belang en werd omstreeks 1224 ommuurd en versterkt. De volgende eeuwen bleef Calais uitgroeien als een belangrijke stad; Saint-Pierre, waaruit Calais was ontstaan, bleef een open dorp buiten de stadsmuren, blootgesteld aan oorlogen en plunderingen. Bij de invoering van de gemeenten na de Franse Revolutie, werd Saint-Pierre, net als Calais, een zelfstandige gemeente. De gemeente telde zo'n 2600 inwoners op een oppervlakte van ongeveer 2200 ha. Men creëerde in 1793 eerst de gemeentenaam Ecailloux; kort daarna veranderde men dit in Dampierre-les-Dunes; maar al gauw keerde men terug naar de oude naam Saint-Pierre.

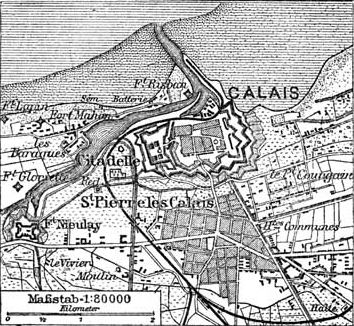
Calais en Saint-Pierre-lès-Calais, 1888

Door de Industriële Revolutie en de kantindustrie kende Saint-Pierre vanaf 1815 een sterke groei. De bevolking verviervoudigde en oversteeg halverwege de 19de eeuw de bevolking van Calais, dat weinig kon expanderen. Een gemeentehuis werd gebouwd in 1825, niet ver van de oude kerk, nabij de brug over het kanaal naar Saint-Omer. Enkele decennia later verhuisde het hart van de gemeente enkele honderden meters naar het westen, waar eind jaren 1830 een nieuw groot plein, de place Crèvecœur, werd ingericht en een nieuw gemeentehuis gebouwd in 1857-1861. In de jaren 40 van de 19de eeuw opende ook het station van Saint-Pierre-lès-Calais; dit zou later het station Calais-Ville worden.
In 1885 werden Saint-Pierre-lès-Calais en Calais weer herenigd. Saint-Pierre werd aangehecht bij Calais, waardoor het bevolkingsaantal van de gemeente verviervoudigde tot bijna 60.000 inwoners. Saint-Pierre was een industriële arbeiderswijk, het historisch Calais een wijk met meer bourgeoisie. Het gemeentehuis van Saint-Pierre bleef gemeentehuis van de grote fusiegemeente, tot men in de jaren 10 en 20 van de 20ste eeuw verhuisde naar een nieuw stadhuis op een vroeger lege ruimte tussen Saint-Pierre en Calais.
Saint-Pierre is nu een van de wijken van de stad Calais.

## Bezienswaardigheden
- De Eglise Saint-Pierre

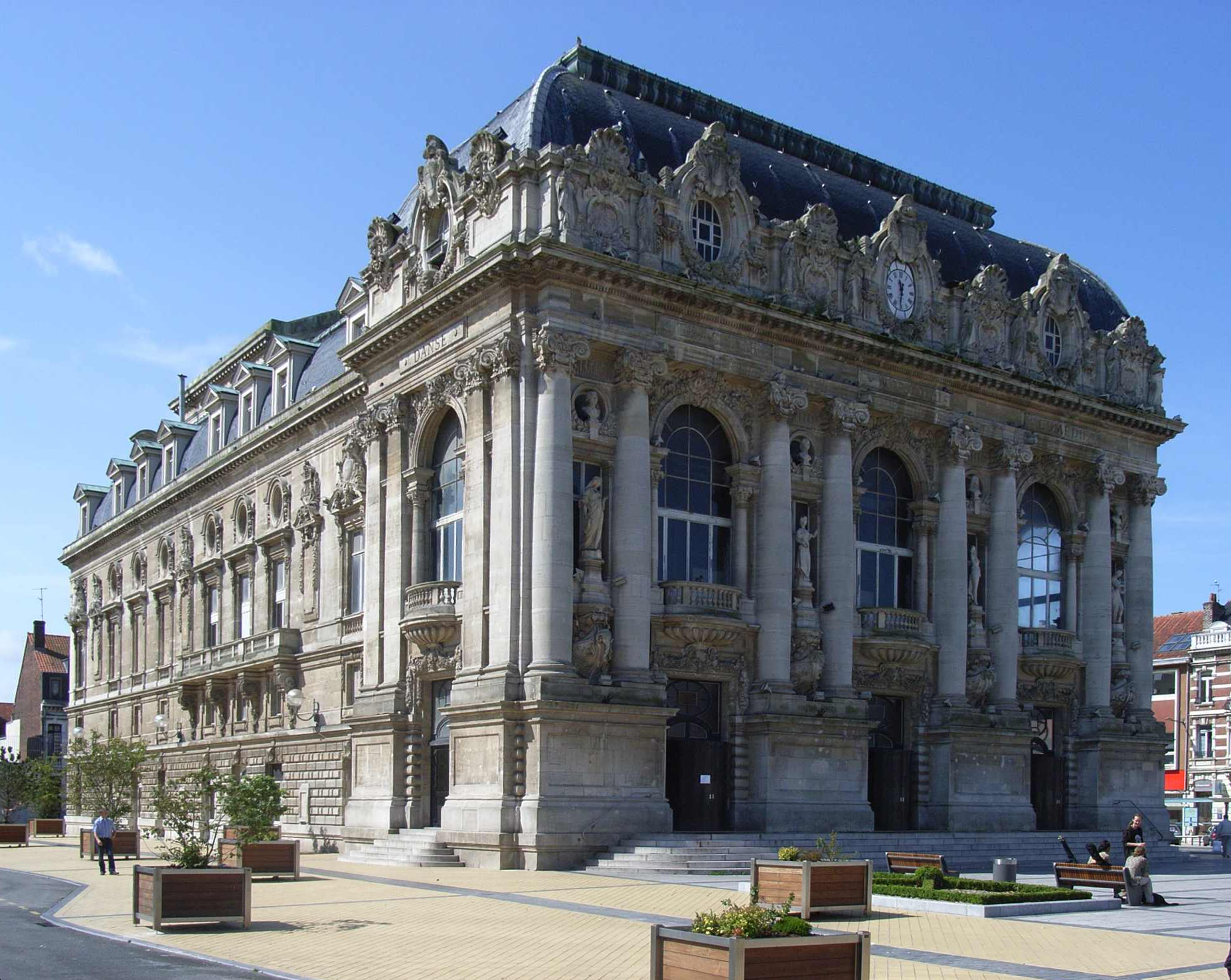
Het theater van Calais

- De Bourse du Travail uit 1937-1939
- Het monument "Le Jacquard" uit 1910
- Het theater van Calais